# Данко Петро Павлович
Петро́ Па́влович Данко — солдат Збройних сил України.

## З життєпису
Колишній співробітник «Беркута», родом із Чернівецької області. Станом на березень 2014 року - директор чернівецької охоронної фірми «ТИГР». Зазнав поранень, у серпні 2014-го лікувався в Чернівецькому військовому госпіталі.

## Нагороди
За особисту мужність і героїзм, виявлені у захисті державного суверенітету та територіальної цілісності України, вірність військовій присязі під час російсько-української війни, відзначений — нагороджений
- 27 червня 2015 року — орденом «За мужність» III ступеня.